# بطولة كرة القدم الألمانية 1963
بطولة كرة القدم الألمانية 1963 (بالألمانية: Deutsche Fußballmeisterschaft 1962/63)‏ هو الموسم 53 من بطولة كرة القدم الألمانية ‏. أقيم خلال الفترة 18 مايو 1963 وحتى 29 يونيو 1963، وأشرف على تنظيمه اتحاد ألمانيا لكرة القدم، وكان عدد الأندية المشاركة فيه 9، وفاز فيه بوروسيا دورتموند.